# Reserva natural de De Hoop
La Reserva Natural De Hoop es un espacio natural de la provincia Occidental del Cabo, Sudáfrica, y una de las ocho áreas incluidas por la UNESCO en la Lista del Patrimonio de la Humanidad en Áreas protegidas de la Región floral del Cabo a partir del año 2004.

## Historia
La granja De Hoop fue adquirida por la Administración de la Provincia del Cabo en 1956. Varios adiciones se fueron haciendo al área inicial hasta que llegó a la dimensión actual de 36 000 ha en 1991. La Reserva Marina de Hoop fue declarada en 1986 una de las mayores de África: se extiende a tres millas náuticas a lo largo de la costa y cubre una superficie de 23 000 ha.

## Valores naturales
La reserva abarca siete áreas de hábitat:
- Costa rocosa
- Playas de arena
- Dunas de arena
- Llanura costera
- Colinas calizas
- El humedal De Hoop, declarado sitio Ramsar
- Montañas Potberg

El tipo de vegetación predominante es el fynbos de tierras bajas, particularmente vulnerable a la presión humana, que ocurre en las formaciones de piedra caliza a lo largo de la reserva. El fynbos de altitud se produce en las areniscas de las Montañas Potberg en el noreste de la reserva.
Las cifras para la conservación son muy impresionante para sólo 360 kilómetros cuadrados de la superficie terrestre:
- 1500 especies de plantas
- 86 especies de mamíferos, incluyendo la cebra de montaña Equus zebra zebra
- 260 especies de aves, incluyendo el buitre del Cabo Gyps coprotheres
- 14 especies de anfibios
- 50 especies de reptiles

El parque marino consta de 250 especies de peces marinos y siete especies de ballenas, incluyendo la ballena derecha austral Eubalaena glacialis, la que se observa durante el invierno y la primavera. El raro ostrero negro africano Haematopus moquini se puede encontrar en la costa durante todo el año.
Hay varios edificios de interés histórico, y muchos sitios arqueológicos importantes. El complejo agrícola De Hoop es un monumento nacional.

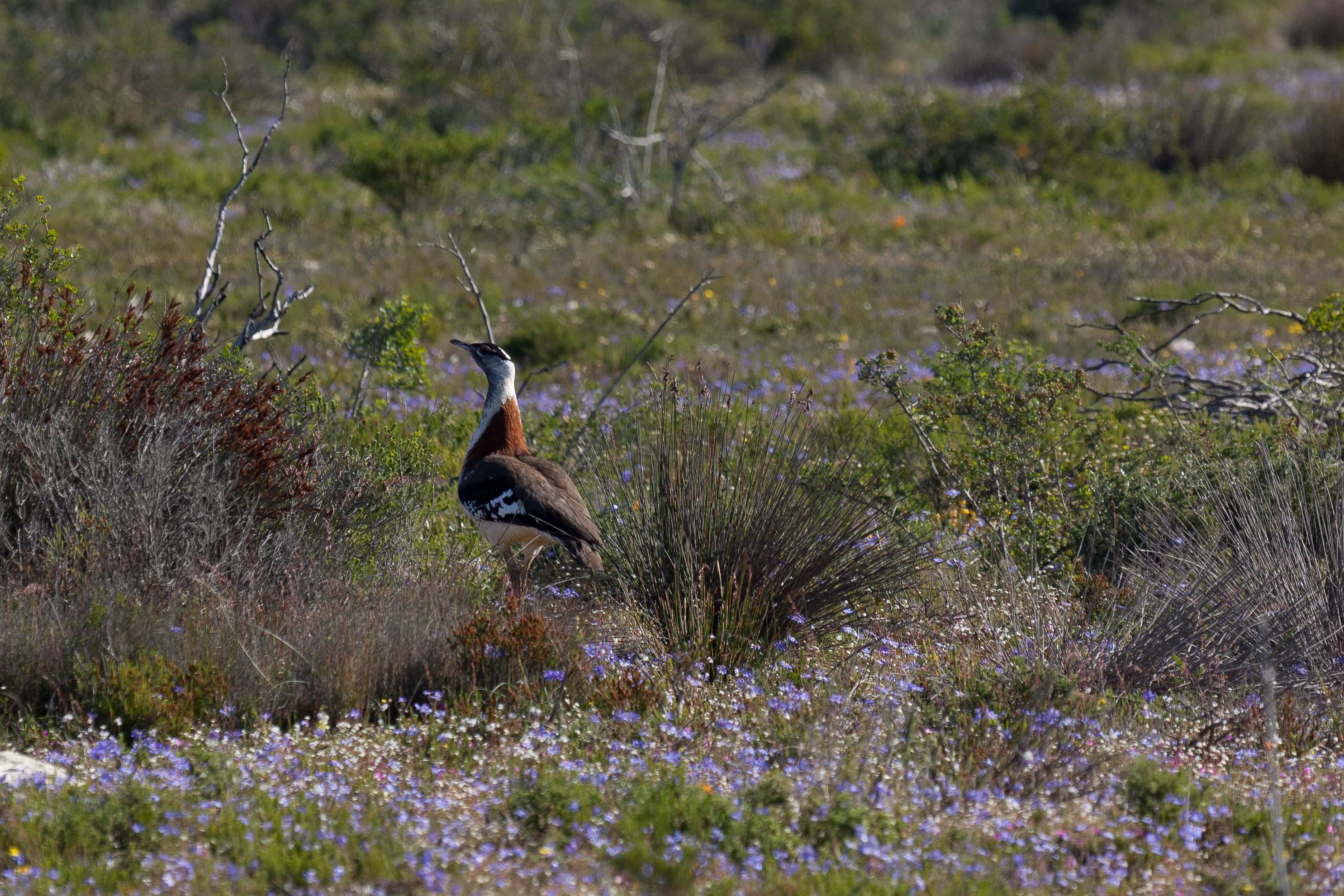
Otididae (Neotis ludwigii) en la Reserva De Hoop
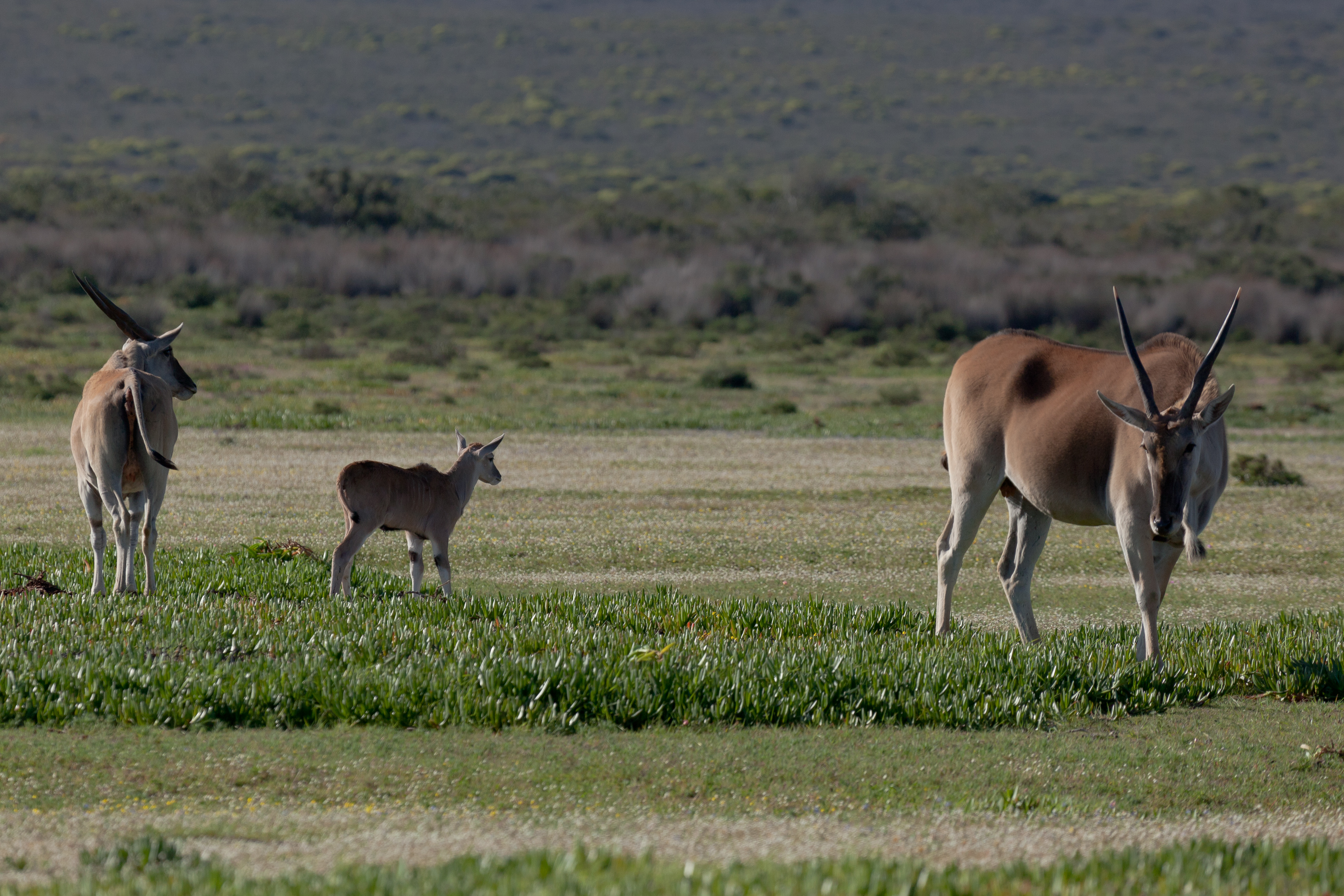
antílope eland común Taurotragus oryx en la Reserva De Hoop
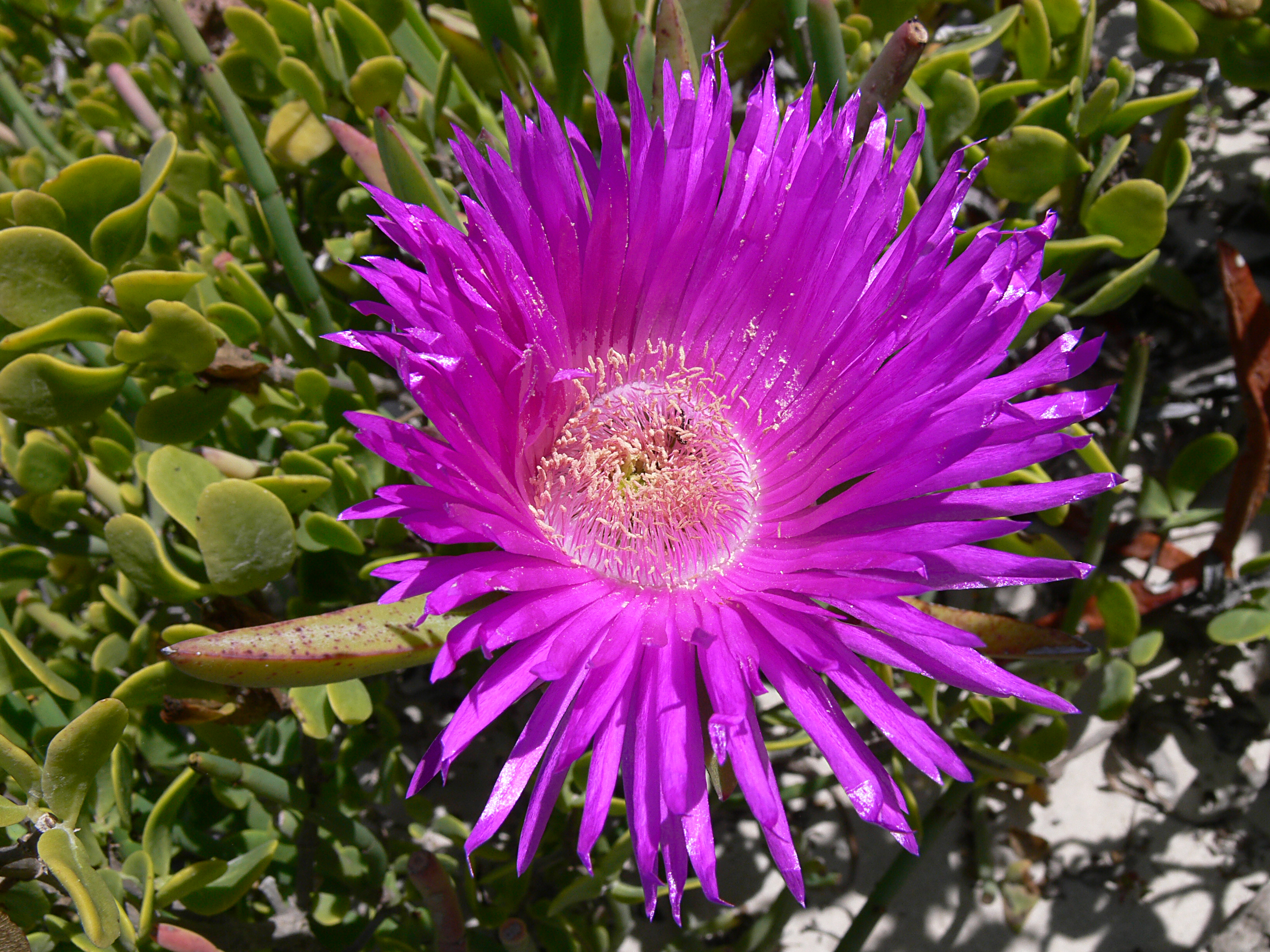
Carpobrotus acinaciformis en la Reserva De Hoop
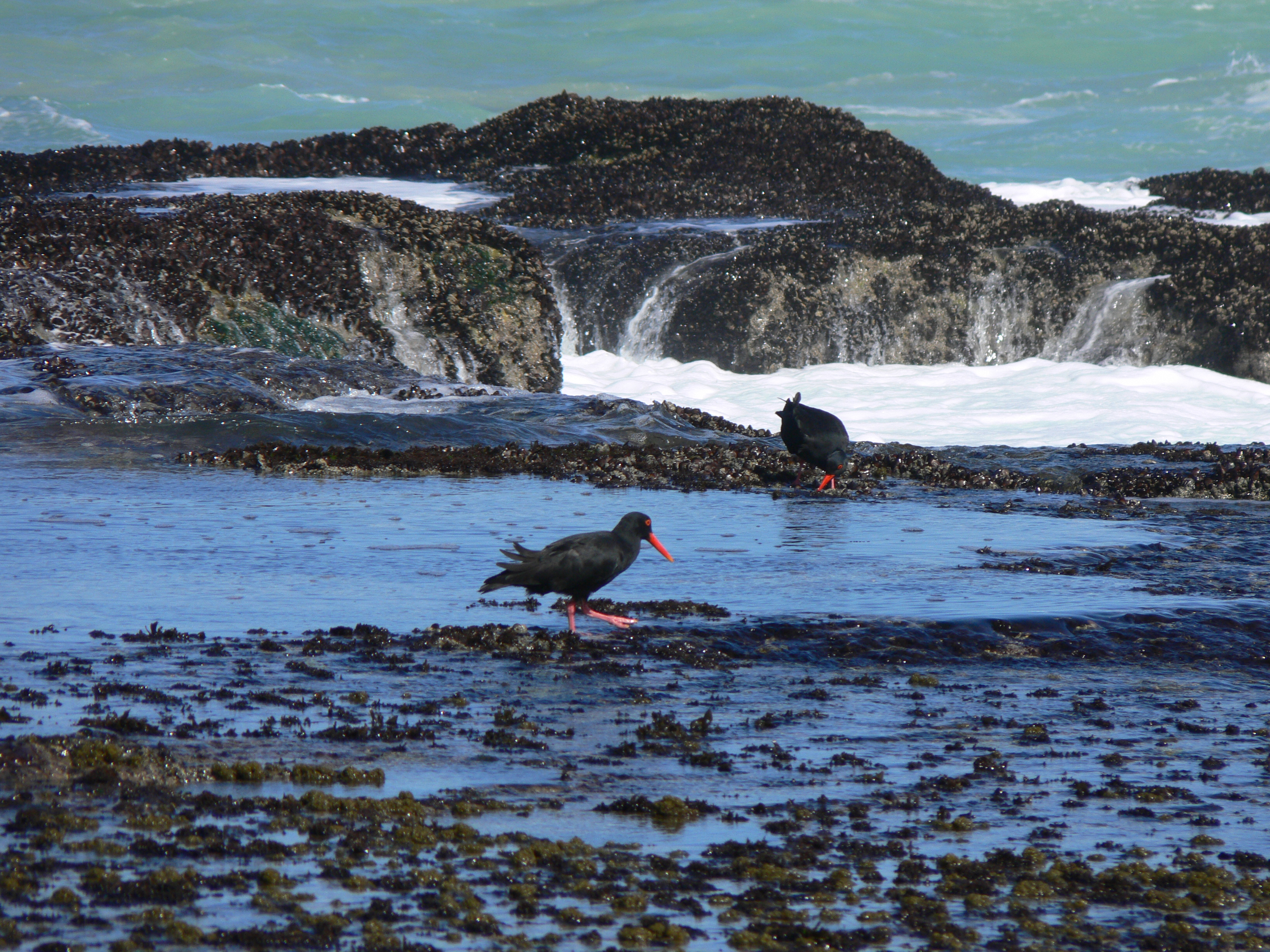
Ostreros negros africanos en la Reserva Natural De Hoop

## Áreas protegidas de la región
Estas son las ocho áreas protegidas incluidas en esta región:

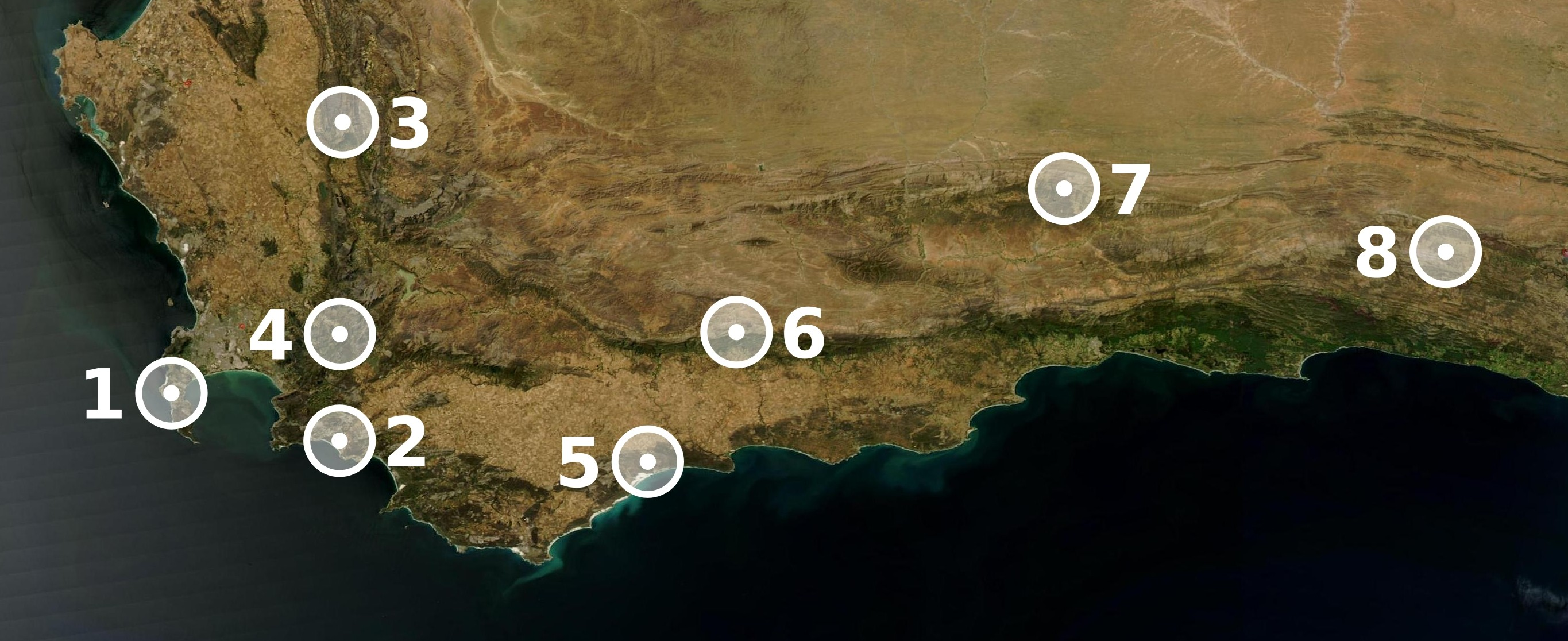
Localización De Hoop (n.º 5).

| Código | Región                                   | Provincia           | Coordenadas                                 |
| ------ | ---------------------------------------- | ------------------- | ------------------------------------------- |
| 1007-1 | Parque Nacional de la Península del Cabo | Occidental del Cabo | 34°10′00″S 18°22′30″E / -34.16667, 18.37500 |
| 1007-2 | Zona de vida salvaje de Cederberg        | Occidental del Cabo | 34°21′10″S 19°08′00″E / -34.35278, 19.13333 |
| 1007-3 | Zona de vida salvaje de Groot Winterhoek | Occidental del Cabo | 33°05′30″S 19°08′00″E / -33.09167, 19.13333 |
| 1007-4 | Complejo del Monte Boland                | Occidental del Cabo | 33°55′20″S 19°09′50″E / -33.92222, 19.16389 |
| 1007-5 | Reserva Natural de De Hoop               | Occidental del Cabo | 34°25′30″S 20°29′30″E / -34.42500, 20.49167 |
| 1007-6 | Reserva Natural de Boosmansbos           | Occidental del Cabo | 33°55′30″S 20°52′40″E / -33.92500, 20.87778 |
| 1007-7 | Complejo de Swartberg                    | Occidental del Cabo | 33°22′00″S 22°21′15″E / -33.36667, 22.35417 |
| 1007-8 | Baviaanskloof                            | Oriental del Cabo   | 33°37′30″S 24°01′00″E / -33.62500, 24.01667 |